# Stefansfeld-Kapelle

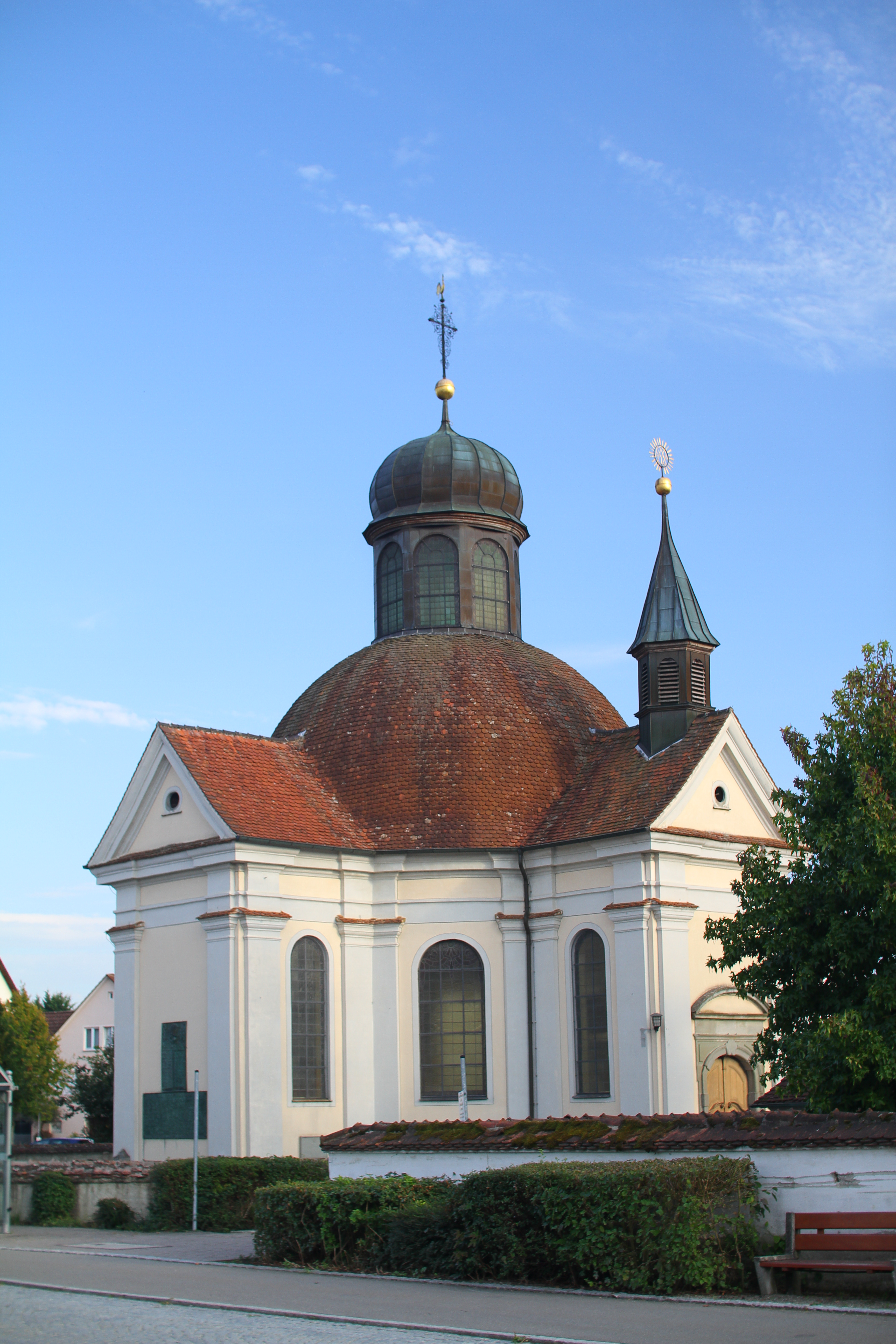
Stefansfeld-Kapelle

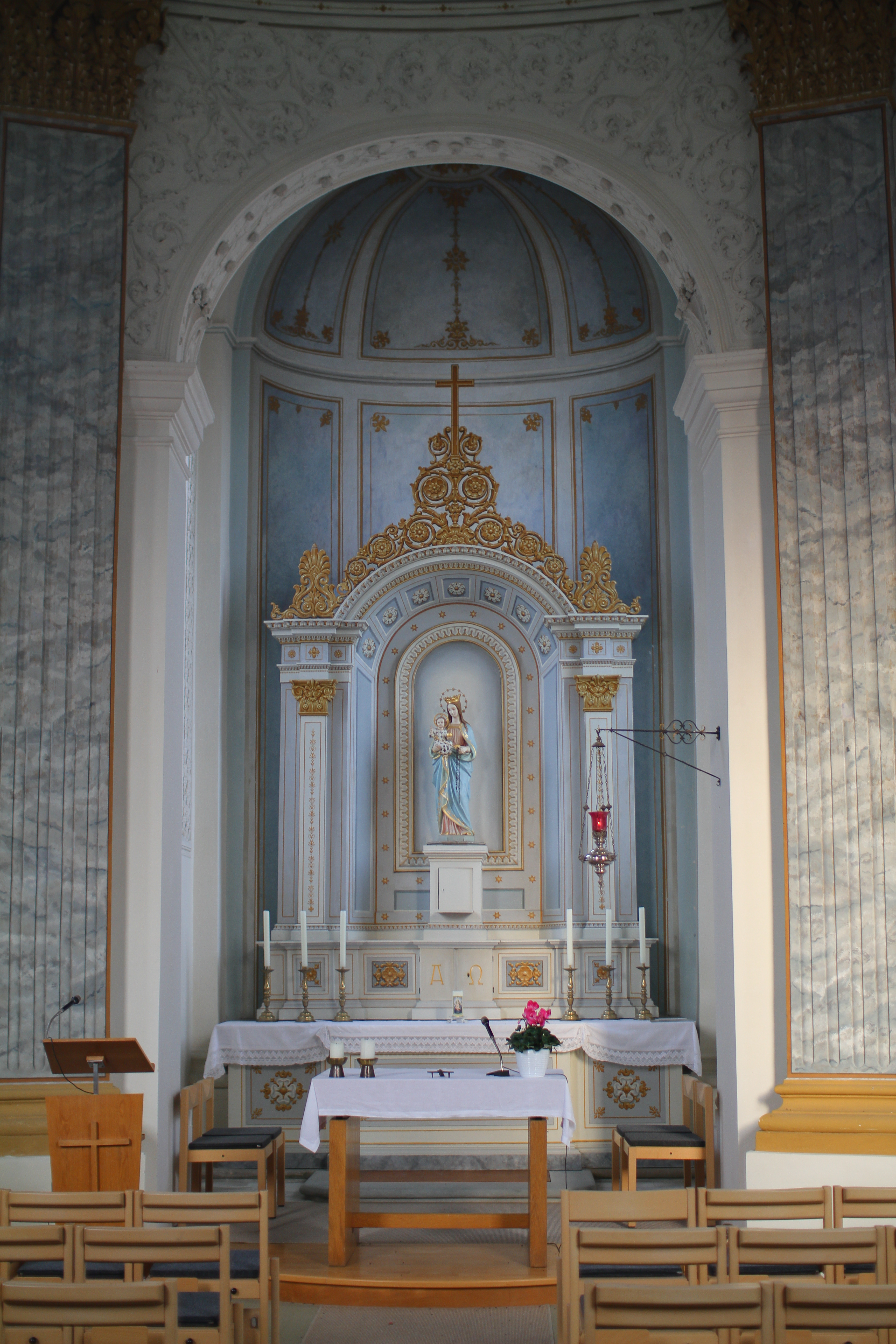
Blick auf den Altar

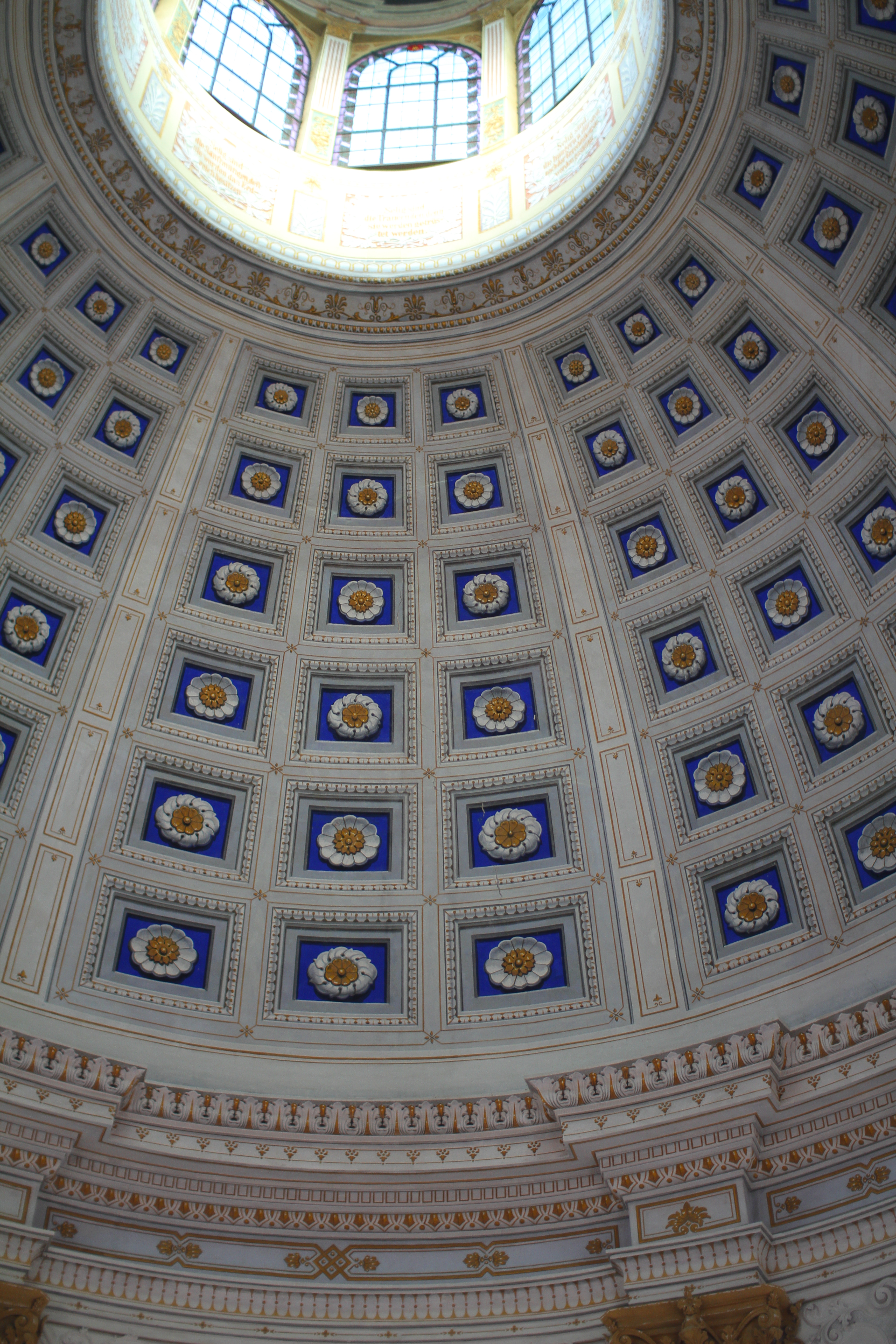
Detail des Kuppeldachs

Die Kapelle Sancta Maria Victoria, meist Stefansfeld-Kapelle genannt, in Stefansfeld bei Salem im Bodenseekreis in Baden-Württemberg, ist eine kleine barocke Kirche, die der Vorarlberger Baumeister Franz Beer von 1710 bis 1712 für das nahe gelegene Kloster Salem errichtete. Heute dient sie als Filialkirche der Münsterpfarrei Salem im Dekanat Linzgau der Erzdiözese Freiburg.

## Baugeschichte
Der Architekt Franz Beer errichtete von 1697 bis 1710 die Klostergebäude der Reichsabtei. Im Auftrag des Salemer Abtes Stephan I. Jung (Amtszeit 1698–1725) plante Beer eine zusätzliche Klosterkirche auf der Freifläche nördlich des Salemer Münsters, also innerhalb des Klosterbezirks. Die Pläne für die sogenannte Bruderschaftskirche wurden jedoch verworfen. Stattdessen errichtete Beer schließlich einen Kilometer östlich des Klosters in der Nähe der Brücke über die Linzer Aach die Votivkapelle Sancta Maria Victoria.
Der Ort, an dem die Kapelle gebaut werden sollte, wurde mit Bezug auf das neu errichtete Abteigebäude gewählt: Sie liegt genau auf der verlängerten Mittelachse von dessen Ostfassade. Beers Neubau des Klosters bezog so zum ersten Mal in der Baugeschichte des Klosters die weitere landschaftliche Umgebung der Anlage in die Planung mit ein. Seit dieser Zeit trägt der Ort auch nach Stephan Jung den Namen Stefansfeld. Um das Kirchlein herum wurde der Laienfriedhof des Klosters angelegt.
Der Name „Maria Victoria“, „siegreiche Jungfrau Maria“ erinnert an die Siege der Habsburger in den Türkenkriegen. Eine heute verschollene hölzerne Skulpturengruppe über dem Eingangsportal, gestaltet von Franz Joseph Feuchtmayer, erinnerte auf drastische Weise an diesen Zweck: Im Zentrum stand eine hölzerne Marienfigur mit einem Jesuskindlein, „welches mit sein Creuzli den daiffel (Teufel) durchsticht“. Die triumphierende Maria war umringt von Figuren gefangener osmanischer Soldaten, abgeschlagenen Türkenköpfen sowie den Wappen und Waffen der Kriegsparteien. Den Habsburgern sah sich Salem besonders verpflichtet, weil das Kloster seit dem 13. Jahrhundert unter dem Schutz dieses Herrscherhauses stand und ihm Reichtum und Einfluss verdankte.

## Architektur und Ausstattung
Die Stefansfeld-Kapelle ist ein Zentralbau mit kreisförmigem Sakralraum (Rotunde), an den vier gleich lange Arme anschließen, so dass sich die Form eines griechischen Kreuzes ergibt. Die Außenwände sind durch Pilaster gegliedert, die eine rund um das ganze Gebäude laufende Attika tragen. Das Kuppeldach trägt eine achteckige Laterne mit Zwiebelhaube. Das Dach war ursprünglich mit Schindeln gedeckt, erhielt jedoch 1834 eine neue Eindeckung mit Dachziegeln.
Auf dem Westarm sitzt über dem Eingangsgiebel ein hölzerner Dachreiter, der die beiden historischen Glocken aus Bronze enthält. Die größere Glocke wurde 1712 von Iohann Baptista Ernst, Lindau gegossen. Sie hat einen Durchmesser von 592 mm, wiegt etwa 100 kg und klingt mit dem Schlagton fis"-1. Die andere Glocke aus dem Jahr 1738 stammt von Leonhard Rosenlecher (III), Konstanz, hat einen Durchmesser von 526 mm bei einem Gewicht von etwa 80 kg und klingt auf g"+4.
Die Innenwände der Rotunde sind durch acht korinthische Pilaster gegliedert, die einen ornamental verzierten Fries tragen. Die Stuckdekoration im Kirchenraum schuf wahrscheinlich Franz Schmuzer (Wessobrunner Schule). Die breiteren Kreissegmente öffnen sich zu den vier Kreuzarmen, die schmaleren Segmente zu vier großen Rundbogenfenstern. Jeder Kreuzarm besitzt zwei zusätzliche Rundbogenfenster.
Im östlichen Kreuzarm befindet sich der Hochaltar, während sich ihm gegenüber im Westen das Portal öffnet. Süd- und Nordarm sind als Seitenkapellen mit je einem Altar ausgestattet. Den Hochaltar und die beiden Seitenaltäre gestaltete Franz Joseph Feuchtmayer.
Feuchtmayers Sohn Joseph Anton Feuchtmayer schuf 1757 einen geschnitzten Kreuzweg mit vierzehn Stationen (heute in der Pfarrkirche von Weildorf). Der Maler Johann Michael Feuchtmayer schuf drei Altargemälde, die heute verschollen sind. Er malte wohl auch die Decken der Seitenarme und die Innenseite der Kuppel mit farbigen Motiven aus, von denen jedoch heute nur noch Bruchstücke zu sehen sind.
Seit einer umfassenden Renovierung um 1856 ist die Kuppeldecke mit einer gemalten Kassettierung versehen, die – dem Geschmack des Historismus entsprechend – an die Kuppel des Pantheons in Rom angelehnt ist. Zwei neue Altarblätter lieferte der Münchener Historienmaler Bernhard Endreß.

## Orgel
Die Orgel wurde von dem Orgelbauer Johannes Klais (Bonn) erbaut und am 1. Juni 2008 eingeweiht. Es handelt sich dabei um die erste Orgel der Kapelle überhaupt. Das rein mechanische Instrument hat 7 Register auf zwei Manualen und Pedal.
| I. Manual C–g3 |                |       |
| 1.             | Rohrflöte      | 8′    |
| 2.             | Principal      | 4′    |
| 3.             | Octave         | 2′    |
| 4.             | Quinte         | 1 ⁄3′ |
|                | Tremblant doux |       |

| II. Manual C–g3 |                |    |
| 5.              | Gedeckt        | 8′ |
| 6.              | Blockflöte     | 4′ |
|                 | Tremblant doux |    |

| Pedal C–f1 |         |     |
| 7.         | Subbass | 16′ |

- Koppeln: II/I, I/P, II/P